# Minóg południowy

Cykl życiowy

Minóg południowy (Geotria australis) – jedyny gatunek minoga z rodziny Geotriidae i rodzaju Geotria, dla których jest typem nomenklatorycznym.

## Zasięg występowania

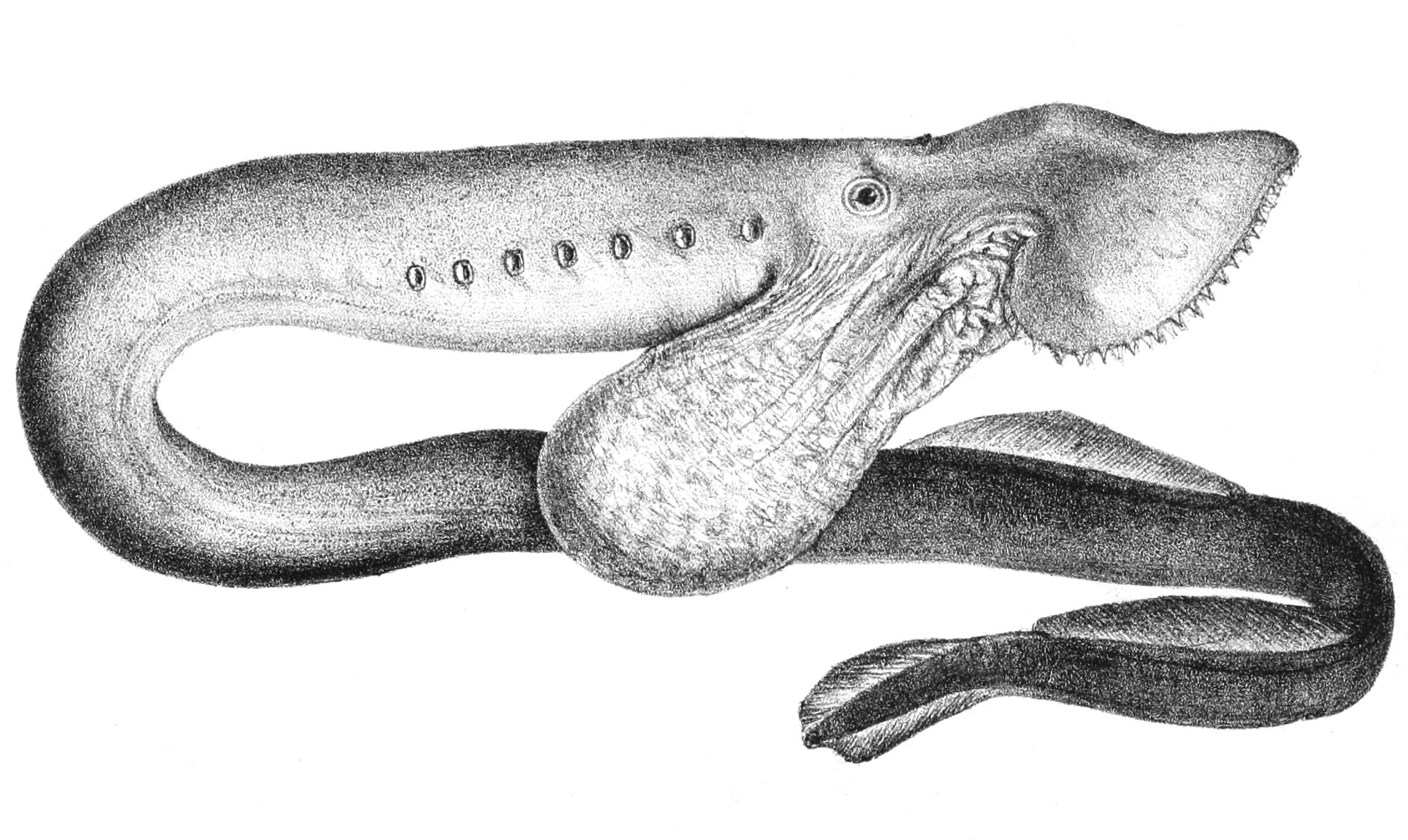
Samiec w trakcie tarła

Występuje na półkuli południowej – w południowym Pacyfiku oraz południowo-zachodnim Atlantyku. Na tarło wchodzi do rzek w południowej części Australii i Nowej Zelandii, oraz Ameryki Południowej - w Chile (rzeki Andalién, Biobío, Carampangue, Malleco, Picoiquén, Huequén, Purén, Claro, Mehuín, Calle-Calle, Valdivia, Santo Domingo, Maullín, Curilelfu i Donguil oraz Jezioro Risopatron), południowej Argentynie (rzeka Limay) oraz na Falklandach i Georgii Południowej.

## Cechy morfologiczne
Całkowita długość ciała dorosłych osobników wynosi od 7,6 cm do 57 cm(zwykle 45–50 cm), maksymalnie 62 cm, a larw – maksymalnie 11 cm. Proporcje ciała: odcinek przedskrzelowy 8,3 20,2% długości całkowitej, odcinek skrzelowy 7,9-11,8%, tułów 47,6-61,5%, ogon 16,1-31,1%. Wzdłuż tułowia 70-78 miomerów Brodawka urogenitalna u dorosłych osobników niewidoczna. Płetwa ogonowa zaokrąglona.
Przed tarłem dorosłe osobniki mają ciemne ubarwienie grzbietu z parą niebiesko zielonych pasów biegnących wzdłuż grzbietowej części boków oraz srebrzysty brzuch. Tarlaki mają ciemnoniebieski grzbiet i jasnoniebieski brzuch. Linia boczna ciemni pigmentowana.

## Biologia i ekologia

### Biotop i odżywianie
Minóg południowy jest gatunkiem anadromicznym. Ślepice przez pierwsze cztery lata żyją w norach wygrzebanych w mule w spokojniejszych partiach górnego biegu rzek, następnie po metamorfozie spływają do morza. Dorosłe osobniki żyją w przypowierzchniowych wodach morskich, gdzie przez kilka lat pasożytują na rybach. Przytwierdzają się do ciała nosiciela i żywią jego płynami ustrojowymi i tkankami. Pasożytniczy tryb życia wiodą do czasu uzyskania rozmiarów wystarczających do podjęcia długiej wędrówki rozrodczej. W czasie pobytu w morzach stanowią pokarm albatrosów.

### Rozmnażanie
Migracje rozrodcze tego gatunku trwają prawdopodobnie 12–16 miesięcy i w tym czasie minogi nie pobierają pokarmu.  Nie są znane trasy tych wędrówek, ale szacuje się, że minogi południowe pokonują w tym celu do 1900 km. Wędrówki te odbywają się najczęściej w pochmurne dni lub przy ciemnej fasie Księżyca, przy podniesionym stanie wody i temperaturze około 12-14.5 °C. Wędrujące osobniki często gromadzą się przy wodospadach i innych przeszkodach wodnych. W celu ich pokonania potrafią wypełznąć z wody i pokonać je lądem; potrafią również przemieszczać kamienie o wielkości piłki tenisowej. Do rozrodu przystępują w szybko płynących strumieniach, w rzekach i jeziorach. Osobniki rozpoczynające wędrówkę nie są jeszcze gotowe do podjęcia tarła. Dojrzałość osiągają w trakcie wędrówki przez wody słodkie. Jaja są składane w żwirze. Jedna samica składa od 48 tys. do 68 tys. jaj. Dorosłe minogi południowe giną wkrótce po tarle.

## Znaczenie i ochrona
Maorysi łowią wpływające do rzek minogi południowe w celach konsumpcyjnych oraz obrzędowych. Połowy odbywają się przy pomocy specjalnych tam lub ręcznie podczas pokonywania przez minogi progów wodnych i płycizn.  Minogi przeznaczone do celów spożywczych są suszone, częściowo na słońcu, a później przy ogniu.
Pogłowie minoga południowego spadło w wyniku zabudowy hydrotechnicznej rzek uniemożliwiającej wędrówkę tarłową.